# Новоніжинка
Новоні́жинка (каз. Новонежин) — село у складі Аулієкольського району Костанайської області Казахстану. Адміністративний центр Новоніжинського сільського округу.
Населення — 1820 осіб (2021; 2305 у 2009, 2139 у 1999, 2675 у 1989).